# 悠久ノ桜
『悠久ノ桜』（とわのさくら）は、アイディアファクトリーより2007年9月27日に発売されたPlayStation 2用恋愛アドベンチャーゲーム。女性向けゲームの開発を手がけているヴァンテアン システムズによって制作された恋愛アドベンチャーゲーム。

## 内容
本作は、現代と「大正時代」「江戸時代」「室町時代」という3つの過去の時代にまたがってストーリーが展開され、主人公は時代ごとに行き来し、樹齢千年と言われる悠久ノ桜がストーリーの中核を担っている。

## 登場人物

### 主要人物
時沢 鳴美（ときざわ なるみ）
声 - なし
本作の主人公。高校２年生。
神之邑 颯真（かみのむら そうま）
声 - 成田剣
冷たくクールな主人公の同級生。
樋野 克（ひの すぐる）
声 - 岩田光央
クラスメイト。
識守 章都（しきもり あきと）
声 - 松風雅也
軽いノリの医者。
水樹 結（みずき ゆい）
声 - 岩永哲哉
弟の友達。
足利 義地（あしかが よしくに）
声 - 千葉一伸
室町に生きる礼儀正しい術者。
横井 史郎（よこい しろう）
声 - 稲田徹
大正に生きる軍人。
佐藤 由加（さとう ゆか）
声 - 祭田絵理
親友。
時沢 隼人（ときざわ はやと）
声 - 笹沼晃
主人公の弟。
神之邑 悠里（かみのむら ゆうり）
声 - 入江健夫
颯真の弟。
桜花（おうか）
声 - 伊藤葉子

桜樹（おうき）
声 - 影平隆一

## 主題歌
- OP「Dest ination」
  - 作詞・作曲・歌 - 藤谷桃
- ED「Trace Of Love」
  - 作詞・作曲・歌 - 藤谷桃